# Astorga (microregio)
Astorga is een van de 39 microregio's van de Braziliaanse deelstaat Paraná. Zij ligt in de mesoregio Norte Central Paranaense en grenst aan de microregio's Paranavaí, Floraí, Maringá, Apucarana, Londrina, Porecatu en Presidente Prudente (SP). De microregio heeft een oppervlakte van ca. 5.117 km². In 2006 werd het inwoneraantal geschat op 177.399.
Tweeëntwintig gemeenten behoren tot deze microregio:
- Ângulo
- Astorga
- Atalaia
- Cafeara
- Centenário do Sul
- Colorado
- Flórida
- Guaraci
- Iguaraçu
- Itaguajé
- Jaguapitã
- Lobato
- Lupionópolis
- Mandaguaçu
- Munhoz de Melo
- Nossa Senhora das Graças
- Nova Esperança
- Presidente Castelo Branco
- Santa Fé
- Santa Inês
- Santo Inácio
- Uniflor

Mesoregio's: Centro Ocidental Paranaense · Centro Oriental Paranaense · Centro-Sul Paranaense · Metropolitana de Curitiba · Noroeste Paranaense · Norte Central Paranaense · Norte Pioneiro Paranaense · Oeste Paranaense · Sudeste Paranaense · Sudoeste Paranaense

Microregio's: Apucarana · Assaí · Astorga · Campo Mourão · Capanema · Cascavel · Cerro Azul · Cianorte · Cornélio Procópio · Curitiba · Faxinal · Floraí · Foz do Iguaçu · Francisco Beltrão · Goioerê · Guarapuava · Ibaiti · Irati · Ivaiporã · Jacarezinho · Jaguariaíva · Lapa · Londrina · Maringá · Palmas · Paranaguá · Paranavaí · Pato Branco · Pitanga · Ponta Grossa · Porecatu · Prudentópolis · Rio Negro · São Mateus do Sul · Telêmaco Borba · Toledo · Umuarama · União da Vitória · Wenceslau Braz